# Моро Реатино
Моро Реатино (итал. Morro Reatino) је насеље у Италији у округу Ријети, региону Лацио.
Према процени из 2011. у насељу је живело 63 становника. Насеље се налази на надморској висини од 769 м.

## Становништво
Према резултатима пописа становништва 2011. у општини је живело 356 становника.
| 1931. | 1936. | 1951. | 1961. | 1971. | 1981. | 1991. | 2001. | 2011. |
| ----- | ----- | ----- | ----- | ----- | ----- | ----- | ----- | ----- |
| 746   | 786   | 665   | 552   | 449   | 437   | 367   | 377   | 356   |

## Партнерски градови
- Sárkeszi